# Teddy Sharman-Lowe
Teddy Samuel Sharman-Lowe (Leicester, Inglaterra, 30 de marzo de 2003) es un futbolista británico. Juega como portero y su equipo es el Bolton Wanderers F. C. de la League One.

## Trayectoria
Sharman-Lowe fue liberado por el Leicester City cuando era estudiante, antes de unirse a la academia juvenil del Burton Albion en 2017. En septiembre de 2020, se confirmó que había firmado con el Chelsea y permanecería cedido con el Burton durante toda la temporada 2020-21, hizo su debut el 8 de septiembre en el primer equipo en un partido de grupo de la EFL Trophy contra el Peterborough United y más tarde ese mes jugó contra el Aston Villa en la Copa de la Liga.
El 4 de enero de 2021, fue llamado de vuelta de su cesión por el Chelsea. El 13 de enero de 2023, se unió cedido al Havant & Waterlooville de la National League South por el resto de la temporada, sin embargo el 10 de julio, acordó unirse en préstamo al Bromley de la National League por toda la temporada.

## Selección nacional
En febrero de 2020, fue seleccionado para el equipo Sub-17 de Inglaterra con el cual disputó dos encuentros en esa categoría.
El 2 de septiembre de 2021, hizo su debut con la selección Sub-19 en una victoria por 2-0 sobre Italia en el St. George's Park.
El 17 de junio de 2022, fue convocado para formar parte del equipo Sub-19 de Inglaterra que participó en el Campeonato Europeo Sub-19 de la UEFA de 2022, donde su selección ganó el torneo con una victoria 3-1 en tiempo extra en la final contra Israel el 1 de julio.
El 10 de mayo de 2023, fue incluido en la plantilla de Inglaterra para la Copa Mundial de Fútbol Sub-20 de 2023. Hizo su debut el 28 de mayo en un empate 0-0 con Irak.

## Palmarés

### Títulos internacionales
| Título          | Equipo            | Sede       | Año  |
| --------------- | ----------------- | ---------- | ---- |
| Eurocopa Sub-21 | Inglaterra sub-21 | Eslovaquia | 2025 |